# الملاكم المستريح
البرونز الملاكم في الراحة، المعروف أيضا باسم Terme Boxer ، الملاكم الجالس، الملاكم المهزوم، أو الملاكم من كويرينال، هو تمثالمصنوع على الطريقة الهلنستية من النحت اليوناني من الجلوس عارية الملاكم في الراحة، لا يزال يرتدي كفوف، نوع من الجلود تلف على اليد. وقد أعطيت تواريخ مختلفة خلال الفترة من 330 إلى 50 قبل الميلاد. تم حفرها في روما في عام 1885، وهي الآن في مجموعة من المتحف الوطني لروما عادة عرضها في Palazzo Massimo alle Terme.
يعتبر الملاكم المستريح أحد أفضل الأمثلة على المنحوتات البرونزية التي نجت من العالم القديم؛ الناجون من هذه الفترة نادر، حيث تم صهرهم بسهولة وتحويلهم إلى أشياء جديدة. يأتي العمل من فترة في الفن اليوناني حيث يوجد تحرك بعيدًا عن التصوير البطولي المثالي للجسد والشباب، واستكشاف الموضوعات العاطفية والنفسية والواقعية الأكبر. هذه السمات هي نموذجية للفن الهلنستي ويتم عرضها بدقة في هذا التمثال مما يجعلها سمة مميزة للطراز الهلنستي.

## اكتشاف
يعد الملاكم أحد تمثالين اثنين من البرونز غير المرتبطين (الآخر هو الأمير الهلنستي المجهول) الذي تم اكتشافه على منحدرات كيرنال في غضون شهر واحد من بعضهما البعض في عام 1885، ربما من بقايا حمامات قسنطينة. يبدو أن كلاهما دفن بعناية في العصور القديمة. كتب عالم الآثار رودولفو لانسياني، الذي كان حاضرًا في اكتشاف التمثال: 

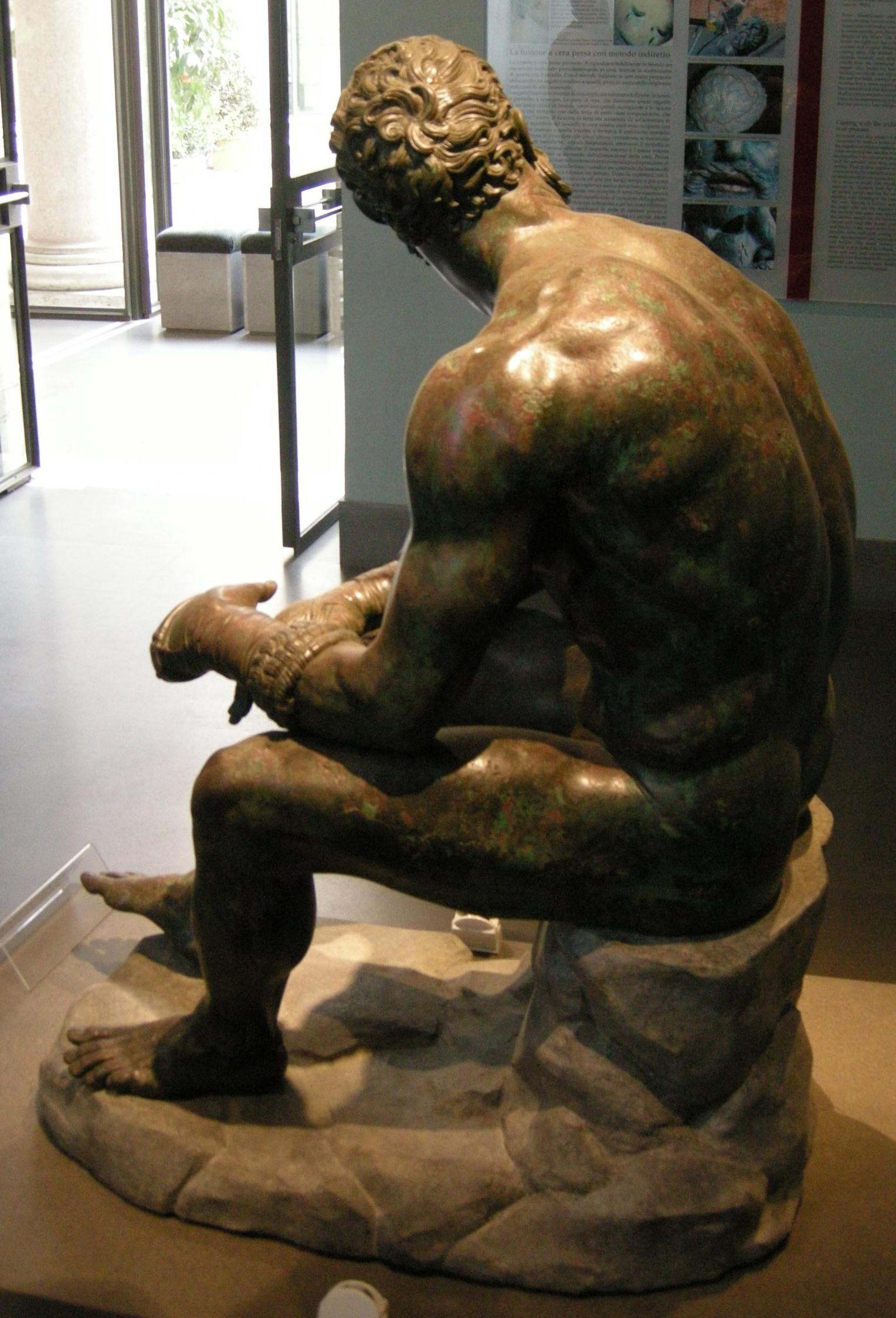
منظر للجزء الخلفي من التمثال

لقد شهدت خلال مسيرتي الطويلة في مجال علم الآثار العديد من الاكتشافات. لقد جربت مفاجأة تلو الأخرى. لقد قابلت أحيانًا وبشكل غير متوقع مع روائع حقيقية؛ لكنني لم أشعر أبدًا بمثل هذا الانطباع غير العادي الذي أحدثه مشهد هذه العينة الرائعة لرياضي شبه بربري، يخرج ببطء من الأرض، كما لو كان يستيقظ من راحة طويلة بعد معاركه الشجاعة.

## وصف

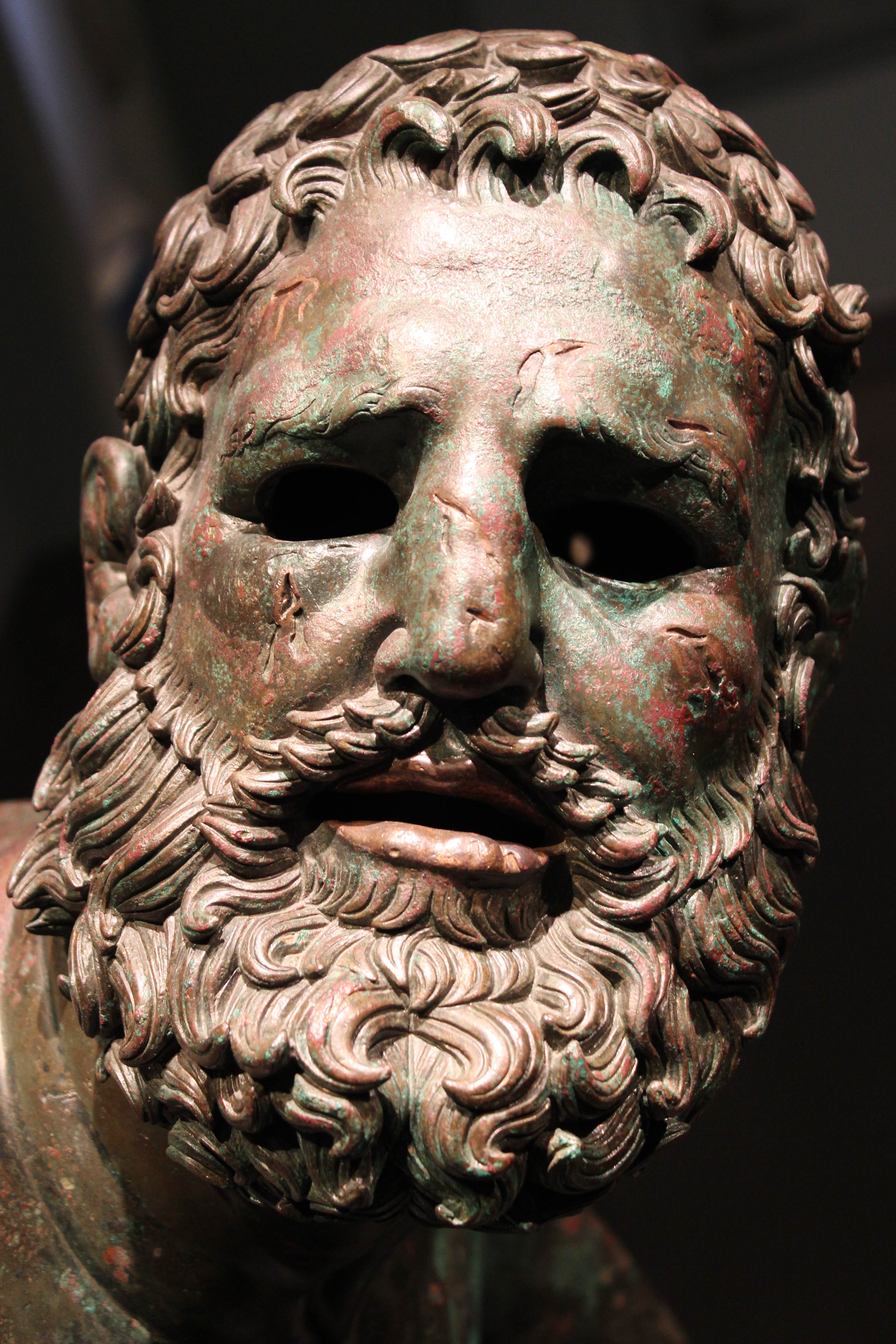
تفاصيل الرأس

التمثال هو تحفة من الاحتراف الرياضي الهلنستي، مع جذع ثقيل أعلى من العضلات ووجه ندوب وكدمات، وقضيب مرتبط بكينوديسمي، وآذان قرنبيط، وأنف مكسور، وفم يشير إلى أسنان مكسورة. يتم تفسير التمثال على أنه محاولة لاستحضار التعاطف من المشاهد وهم ينظرون إلى رجل تعرض لضربات شديدة جسديًا وعاطفيًا.  يعتقد سميث أن التمثال لا يظهر صورة حقيقية: هذه هي الواقعية النوعية، الفردية إزالتها لصالح الطابع العام «الملاكم». مشروع إعادة الإعمار الذي نفذه مشروع أبحاث فرانكفورت ليبيغاوس بوليكرومي برئاسة فينزينز برينكمان يتبع تفسير أوتو روسباخ (1898) وفيليس إل ويليامز (1945) ويحدد التمثال على أنه أميكوس، ملك بيبريس.
في عام 1989، تم حفظ كلا البرونزين بدقة من قبل نيكولاس هيميلمان، استعدادًا لمعرضهما في Akademisches Kunstmuseum في بون. يتم لحام التمثال معًا من ثمانية أجزاء، يتم صبها بشكل منفصل من خلال عملية الشمع المفقود؛ تم حفظ الصلات وإنهائها لتكون غير مرئية تقريبًا. كانت الشفتان والجروح والندبات الموجودة حول الوجه مطعمة في الأصل بالنحاس، وكان المزيد من التطعيمات النحاسية على الكتف الأيمن والساعد والقيص والفخذ تمثل قطرات وقطرات من الدم. كانت أصابع اليدين والقدمين تلبس من فرك المارة في العصور القديمة، مما يشير إلى أن الملاكم دُفن بعناية للحفاظ على قيمته التعويضية، عندما تم التخلي عن الحمامات بعد أن قطع القوط القنوات المائية التي تغذيهم. ظلت هذه الحمامات غير مستخدمة في الغالب حتى القرنين السادس والسابع عندما تم دفن الحجاج الذين عولجوا في مكان قريب في Xenodochium of Santi Nereo ed Achilleo في موقع الحمامات.
تم عرض التمثال في الولايات المتحدة لأول مرة من يونيو إلى يوليو 2013 في متحف متروبوليتان للفنون في مدينة نيويورك كجزء من «عام الثقافة الإيطالية في الولايات المتحدة».
- الواجهة
- الكفوف
- الاذن القرنبيطية

## استقبال
لا يزال الاستقبال الأدبي والجمالي للتمثال يحظى باحترام كبير لفضائله الجمالية. في عام 1991 كتب ثوم جونز قصة قصيرة بعنوان The Pugilist at Rest ، تتضمن انعكاسًا جماليًا على صفة التمثال النادرة كما تُرى من خلال عيون الملاكم البالي والمرهق وهو يفكر في إلهامه. واقترح أن الحاضنة قد تكون الملاكم القديم الشهير Theogenes . خلال وقت عرضها في نيويورك خلال صيف 2013 (المنتهي في 20 يوليو)، نشرت مجلة نيويورك في 15 يوليو 2013 صفحة كاملة مخصصة للصفات والسمات الخاصة للتمثال.
عدّد جيري سالتز، مؤلف هذه المجلة، السمات الست المميزة للتمثال على النحو التالي: (1) الوضع المتميز بكثافته وشكله «الأولي»، (2) الوجه المشهور بالحاجب الكبير والرقبة العمودية، (3) الدم، الذي تم ملاحظته بنحاسه المطعمة على التمثال البرونزي نفسه، (4) الأعضاء التناسلية الندبة، مميزة لكونها خُطبت للأغراض الثقافية والجمالية في العصور القديمة، (5) الأيدي، التي لوحظت لكونها مذهلة ولكنها لطيفة في الوقت نفسه، و (6) البصيرة، التي تشير إلى قوة رؤية النحات التي تشبه وتستحضر عملاق غويا وكذلك المقارنة مع «فيلاسكيز ورامبرانت»، حيث يكمل سالتز قائمته.
كتب الشاعر الإيطالي غابرييل تينتي مقالات وبعض القصائد عن النحت وقدم سلسلة من القراءات أمام التمثال في متحف جي بول جيتي مع الممثل روبرت ديفي وفي المتحف الروماني الوطني مع الممثل فرانكو نيرو.
في 2 أغسطس 2019، قرأ كيفين سبيسي ، الحائز على جائزة الأوسكار مرتين، شعر تينتي المستوحى من التمثال في المتحف الروماني الوطني في قصر ماسيمو،   في اليوم التالي، تم إصدار الفيلم الرسمي للقراءة على قناة Tinti على YouTube.